# Bredene Koksijde Classic 2019
La Bredene Koksijde Classic 2019 fou la 9a edició de la Bredene Koksijde Classic. La cursa es disputà el 22 de març de 2019 a la província de Flandes Occidental, a Bèlgica. La cursa forma part del calendari UCI Europa Tour 2019 amb una categoria 1.HC. Fou guanyada per l'alemany colombià Pascal Ackermann de l'equip Bora-Hansgrohe. El podi fou completat pel noruec Kristoffer Halvorsen (Sky) i el colombià Álvaro Hodeg) (Deceuninck-Quick Step).

## Equips
A la cursa prenen part 22 equips: vuit WorldTeams, catorze equips continentals professionals i un equip continental:
| WorldTeams (8)- Deceuninck-Quick Step - Sky - Bora-hansgrohe - CCC Team - Trek-Segafredo - Lotto Soudal - UAE Team Emirates - Katusha-Alpecin Equips continentals professionals (14)- Cofidis, Solutions Crédits - Androni Giocattoli-Sidermec - Wanty-Groupe Gobert - Roompot-Charles - Direct Énergie - Israel Cycling Academy - Sport Vlaanderen-Baloise - Vital Concept-B&B Hotels - Delko-Marseille Provence - Wallonie Bruxelles - Hagens Berman Axeon - Burgos-BH - Corendon-Circus - Riwal Readynez Equip continental- Cibel-Cebon |
| |

## Classificació final
| \| Classificació general \| Classificació general \| Classificació general \| Classificació general \| Classificació general \| \| Corredor \| Corredor \| Equip \| Temps \| \| \| --------------------- \| --------------------- \| ------------------------ \| --------------------- \| --------------------- \| \| 1r \| Pascal Ackermann \| Bora-Hansgrohe \| 4h 35' 47" \| \| \| 2n \| Kristoffer Halvorsen \| Team Sky \| + 0" \| \| \| 3r \| Álvaro Hodeg Chagui \| Deceuninck-Quick Step \| + 0" \| \| \| 4t \| Szymon Sajnok \| CCC Team \| + 0" \| \| \| 5è \| Timothy Dupont \| Wanty-Gobert \| + 0" \| \| \| 6è \| Sasha Weemaes \| Sport Vlaanderen-Baloise \| + 0" \| \| \| 7è \| Lawrence Naesen \| Lotto-Soudal \| + 0" \| \| \| 8è \| Simone Consonni \| UAE Team Emirates \| + 0" \| \| \| 9è \| Thomas Boudat \| Direct Énergie \| + 0" \| \| \| 10è \| Rudy Barbier \| Israel Cycling Academy \| + 0" \| \| |                      |                          |            |
| |                      |                          |            |
| Font: ProCyclingStats |                      |                          |            |
| Classificació general |                      |                          |            |
| Corredor | Corredor             | Equip                    | Temps      |
| 1r | Pascal Ackermann     | Bora-Hansgrohe           | 4h 35' 47" |
| 2n | Kristoffer Halvorsen | Team Sky                 | + 0"       |
| 3r | Álvaro Hodeg Chagui  | Deceuninck-Quick Step    | + 0"       |
| 4t | Szymon Sajnok        | CCC Team                 | + 0"       |
| 5è | Timothy Dupont       | Wanty-Gobert             | + 0"       |
| 6è | Sasha Weemaes        | Sport Vlaanderen-Baloise | + 0"       |
| 7è | Lawrence Naesen      | Lotto-Soudal             | + 0"       |
| 8è | Simone Consonni      | UAE Team Emirates        | + 0"       |
| 9è | Thomas Boudat        | Direct Énergie           | + 0"       |
| 10è | Rudy Barbier         | Israel Cycling Academy   | + 0"       |